# 朐县
朐县，中国古县名。

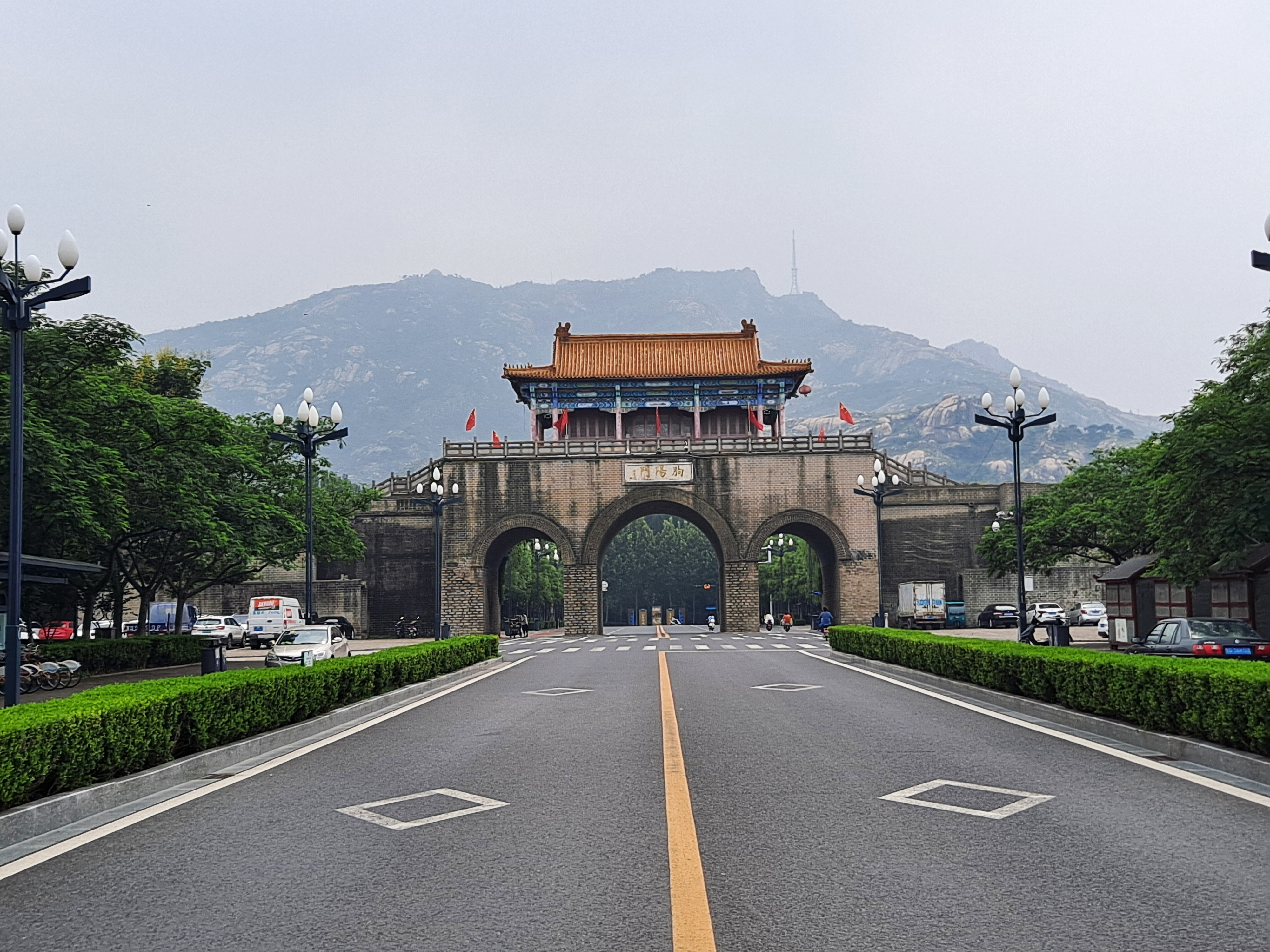
连云港海州朐阳门

秦代设置，治所在今江苏省连云港市西南锦屏山侧，属东海郡。《史记·秦始皇本纪》：秦始皇三十五年（前212年），“立石东海上朐界中，以为秦东门”，即此。南朝宋泰豫元年（472年）移治今连云港市西南海州镇。后废为朐山城。齐为东莞、琅邪二郡治所。梁改置招远县。东魏武定七年（549年）复名朐县，为琅邪郡治所。北周建德六年（577年）改名朐山县。